# ایستبنا
ایستبنا (به لاتین: Istebna) یک روستا در لهستان است که در Gmina Istebna واقع شده‌است.

## خصوصیات
ایستبنا ۴۷٫۴۱ کیلومترمربع مساحت و ۵٬۰۰۷ نفر جمعیت دارد.

## نگارخانه

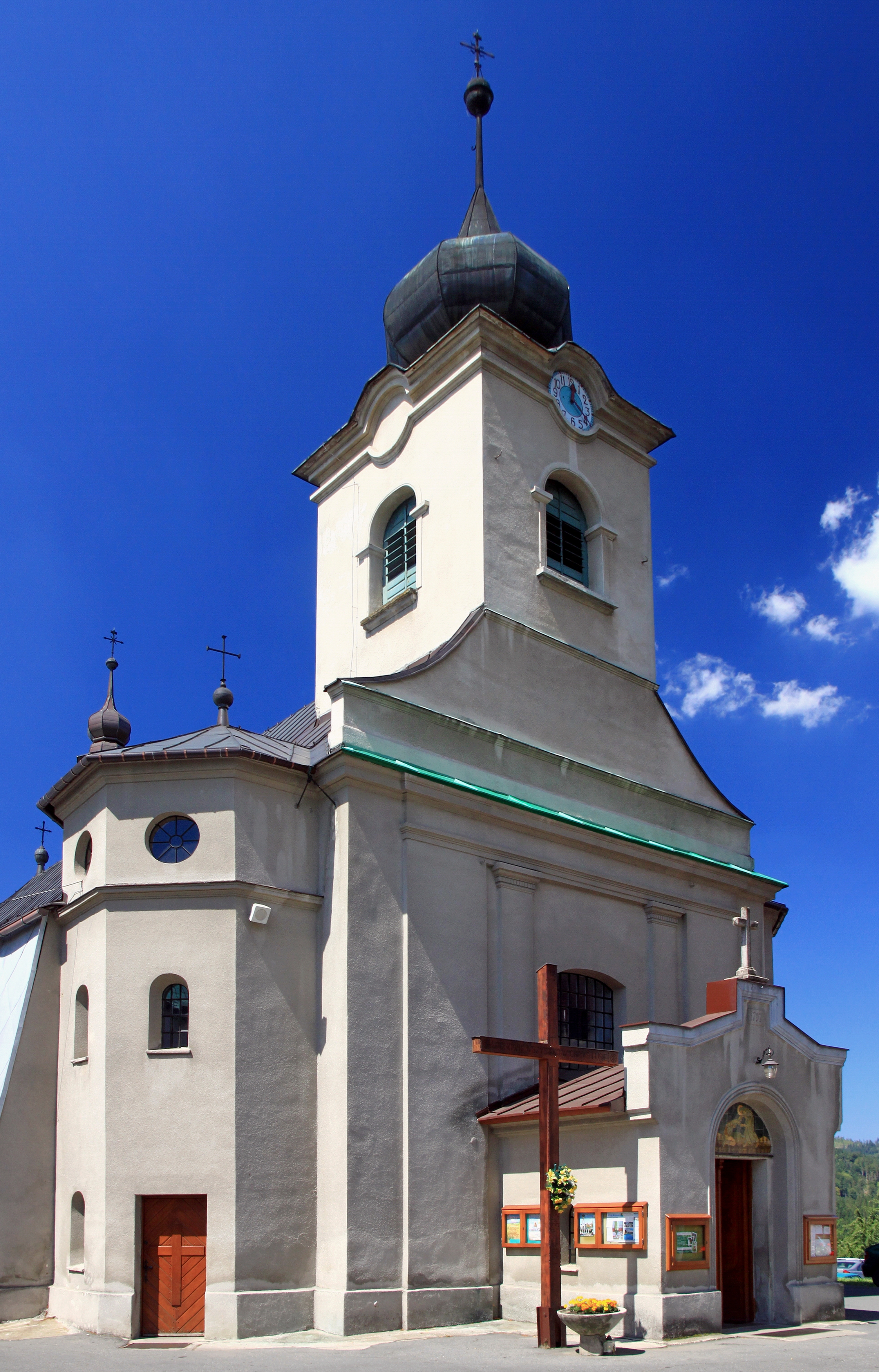
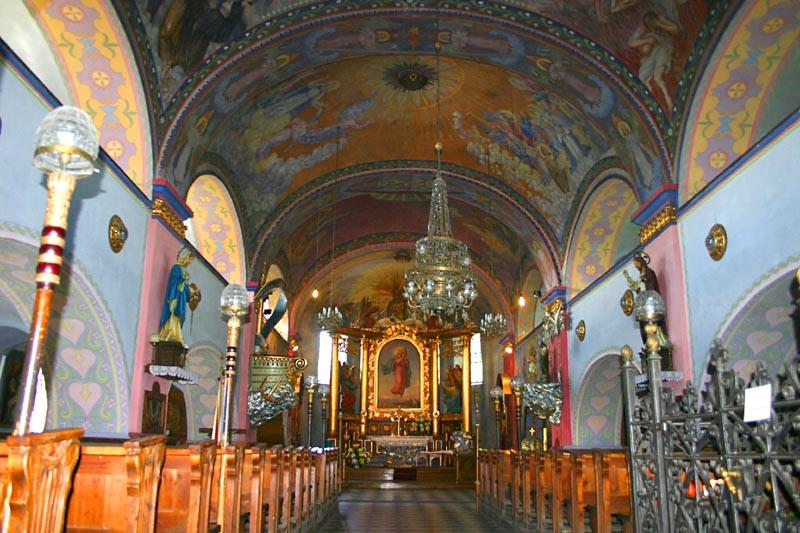
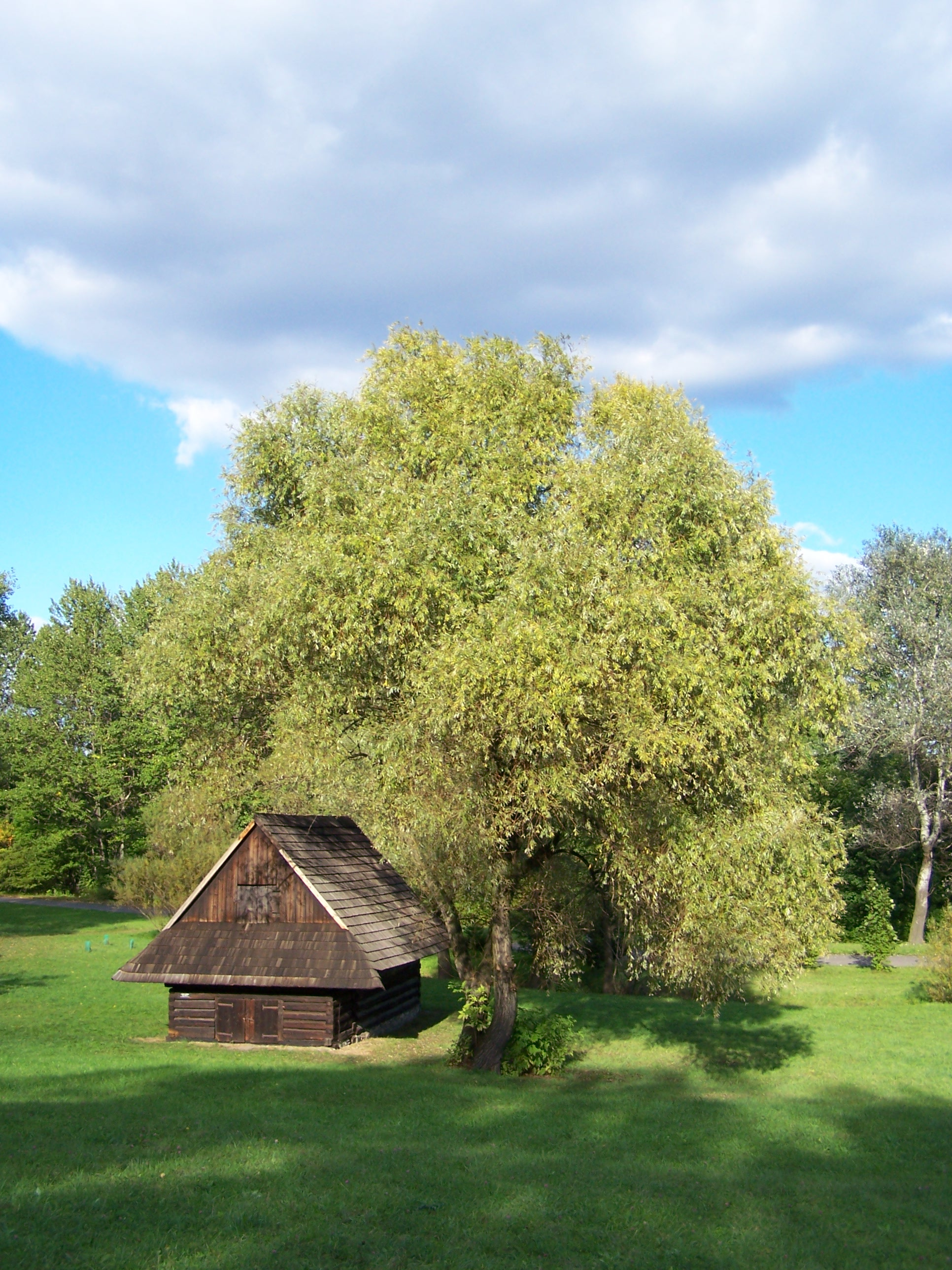
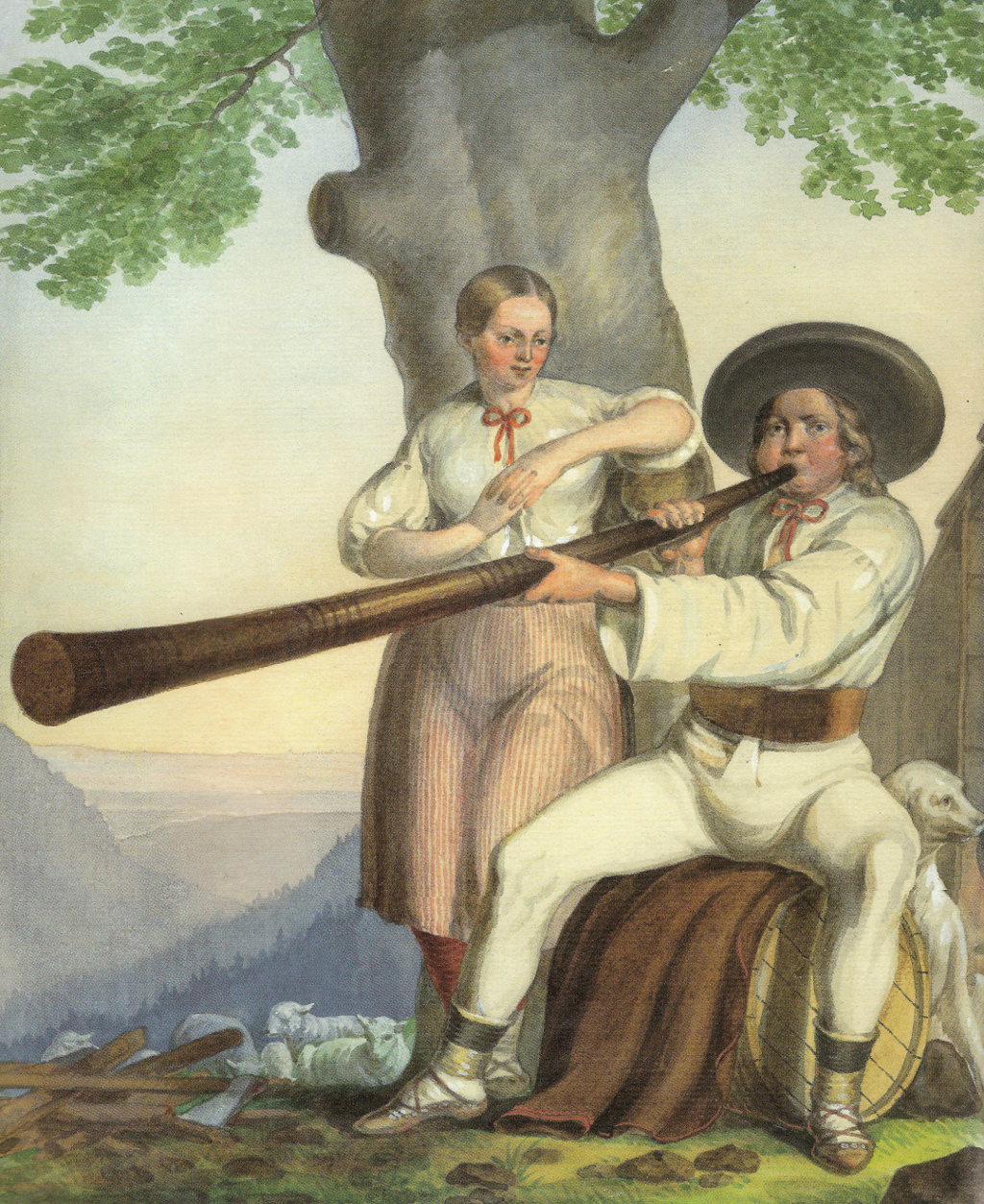